# Battlefield 1
Battlefield 1 er et first-person shooter udviklet af EA DICE og udgivet af Electronic Arts. Det er det femtende spil i Battlefield-serien, det første i hovedserien siden Battlefield 4 (2013), og første gang Electronic Arts udgiver et  første-verdenskrigs-spil siden Wings of Glory fra 1994. Spillet udkom til Microsoft Windows, PlayStation 4 og Xbox One den 21. oktober 2016. Spillet kunne dog spilles 14. oktober, 2016 på Origin for betalende medlemmer, og 21. for alle som har købt spillet[kilde mangler]

## Game modes
- Conquest: En standard mode inden for Battlefield-serien, hvor to hold skal kontrollere kontrolpunkter over hele kortet.
- Domination: En version af Conquest med et mindre kort og færre kontrolpunkter.
- Rush: To hold skifter mellem at angribe og forsvare, det angribende hold får et begrænset antal respawns, hvori de skal forsøge at plante bomber ved telegrafstationer. Det andet hold skal forsvare stationerne og deaktivere de plantede bomber.
- Operations: Er en af de nye modes, der foregår over flere kort, og skal simulere en kampagne i den rigtige krig. Et hold skal forsvare mens det andet hold angriber, hvis angriberne vinder forsætter de over til et andet kort, men hvis angriberne taber så stopper moden og forsvarerne vinder.
- Team Deathmatch: To hold prøver at få så mange points som muligt inden tiden løber ud, holdet med de fleste points vinder.
- War Pigeons: Er en af de nye modes, der fungerer som en capture-the-flag mode. To hold skal prøve at fange en brevdue, der bliver brugt til at signalere til artilleriet. Når man har fanget duen skal man forsvare den i et stykke tid, og bagefter slippe den fri. Når  den prøver at flyve væk, skal modstanderen prøve at skyde duen ned.